# 대한민국 민법 제36조
대한민국 민법 제36조는 법인의 주소에 대한 민법총칙 조문이다.

## 조문
민법 제36조 (법인의 주소) 법인의 주소는 그 주된 사무소의 소재지에 있는 것으로 한다.

## 참고 문헌
- 오현수, 일본민법, 진원사, 2014. ISBN 978-89-6346-345-2
- 오세경, 대법전, 법전출판사, 2014 ISBN 978-89-262-1027-7
- 이준현, LOGOS 민법 조문판례집, 미래가치, 2015. ISBN 979-1-155-02086-9

## 같이 보기
- 법인